# Jaana Ehmcke
Jaana Ehmcke (* 18. Mai 1987 in Bremen) ist eine deutsche Sportschwimmerin. Sie war mehrfach deutsche Meisterin. Sie trainierte im Olympiastützpunkt Potsdam und startete für den Potsdamer SV. Ihr Trainer war der ehemalige Schwimmweltmeister und Weltrekordhalter Jörg Hoffmann.

## Leben
Die Langstreckenspezialistin war zunächst Mitglied in der SG Hanse Bremen, später beim Bremer Sport-Club. Seit Januar 2005 trainiert sie im Potsdamer Luftschiffhafen. Nachdem sie mit den Lagenstrecken zunächst nicht weiter gekommen war, wechselte sie 2006 zu den langen Freistilstrecken. Seit 2006 wird sie im Verbandskader des Deutschen Schwimm-Verbandes gefördert, durch ihre deutschen Meistertitel (2007 + 2008) ist sie in den B-Kader aufgestiegen. Seit dem 1. Juli 2007 ist sie Mitglied der Sportfördergruppe der Bundeswehr. Dort hat sie von Oktober bis November 2008 ihre Grundausbildung absolviert und trainiert seit dem weiter am Olympiastützpunkt in Potsdam.
Jaana Ehmcke wurde im Rahmen der Jugendehrung der Bremer Sportjugend 2006 für herausragende Leistungen auf überregionaler, nationaler und internationaler Ebene ausgezeichnet.
Sie trainiert zehn bis elf Einheiten in der Woche und schwimmt dabei rund 90 Kilometer. Ihr zunächst höchstes sportliches Ziel war die Teilnahme an den Olympischen Sommerspielen 2008 in Peking. Mit dem Deutschen Meistertitel 2008 über 800 m Freistil, und dem deutlichen Erreichen der Nominierungskriterien des DSV, hat sie dieses Ziel erst einmal erreicht.
2007 absolvierte sie das Abitur an der Sportschule Friedrich Ludwig Jahn in Potsdam.

## Sportliche Erfolge

### Nationale Erfolge
Auch bei den 121. Deutschen Meisterschaften im Schwimmen wurde Jaana über 800 m und über 400 m Freistil wieder Deutsche Meisterin, verpasste allerdings die für die WM-Qualifikation geforderten Normzeiten.
Bei den 120. Deutschen Meisterschaften im Schwimmen in Berlin erreichte sie mit 8:26,70 Minuten die Goldmedaille über 800 m Freistil. Gleichzeitig schafft sie damit die Olympiaqualifikation für Peking (Olympianorm 8:31,53).
Bei den 119. Deutschen Meisterschaften im Schwimmen in Berlin erreichte sie mit 8:45,54 Minuten die Goldmedaille über 800 m Freistil. Über die 400-m-Freistilstrecke erreichte sie mit persönlicher Bestzeit von 4:16,10 Minuten hinter Janina-Kristin Götz (SC DHfK Leipzig) die Silbermedaille. Eine weitere Silbermedaille errang sie hinter Britta Kamrau-Corestein (SC Empor Rostock) über 1500 m Freistil mit 16:50,37 Minuten.
Bei den Deutschen Wintermeisterschaften 2006 in Hannover erreichte sie über 800 m Freistil mit 8:57.99 Minuten und über 1500 m Freistil mit 16:57,99 Minuten zwei Goldmedaillen.
Bei den 118. Deutschen Meisterschaften im Schwimmen in Berlin holte sie eine Silbermedaille über 800 m Freistil in 8:48,14 Minuten hinter Nicole Hetzer (Wacker Burghausen) und eine Bronzemedaille über 400 m Freistil in 4:16,96 Minuten.
Des Weiteren erreichte sie bei Deutschen Meisterschaften mehrere Jahrgangstitel über 400, 800 und 1500 m Freistil.

### Internationale Erfolge
Bei den Olympischen Spielen 2008 in Peking erreichte sie über 800 und über 400 m Freistil jeweils nur den 25. Platz.
Bei den Kurzbahneuropameisterschaften 2006 in Helsinki erreichte sie über 800 m Freistil auf der 25-m-Bahn mit 8:32,85 Minuten Platz 11 und verbesserte ihre Bestzeit um 11 Sekunden.